# 北極圏対独海戦1944
『北極圏対独海戦1944』（ほっきょくけんたいどくかいせんいちきゅうよんよん）は、1983年にソビエト連邦で製作された戦争映画。セミョーン・アラノヴィッチ監督。

## 解説
イリューシンIl-4T爆撃機を駆って、北極圏のドイツ船団への雷撃に挑む操縦士たちを、彼らとその家族を中心に描いた作品である。劇中に登場するイリューシンIl-4TやベリエフMBR-2bis飛行艇は、いずれも実機が用いられた。
日本では劇場未公開だが、後年にDVD化された。

## あらすじ
1944年、北極圏にはドイツ軍のUボートやシャルンホルストが大量の輸送船団を護衛し、制海権を完全に掌握していた。対するソビエト連邦は、戦艦のガングートやマラートを保有するも老朽化しており、ティルピッツやシャルンホルストを持つドイツ海軍に対抗できる規模ではなかった。そこで、進展中だった空軍による雷撃作戦を実行する。戦闘機は大部分が出払っていたため、イリューシンIl-4を雷撃機に改造した物で代用せざるを得なかったが、戦力の分際では安定していた。この一か八かの作戦に参加するのは若手のパイロット（ロディオン・ナハペートフ）、冷徹な航空兵（アンドレイ・ポルトネフ）、その他大勢のベテランパイロットたち。最初は一撃を与えることに成功するが、やがてドイツは対空戦闘力を日々増強していくことになる。

## 出演者
- ロディオン・ナハポートフ
- アンドレイ・ポルトネフ
- アレクセイ・ジャリーコフ